# A-ba-ni-bi
A-ba-ni-bi var Israels låt som vann Eurovision Song Contest 1978. Texten framfördes av gruppen Izhar Cohen och Alphabeta, men var i stort sett ett soloframträdande av Izhar Cohen. Låten fick ganska stora framgångar över hela Europa. Titeln är rövarspråk och refrängen betyder i sin helhet "jag älskar dig". När Izhar vunnit och tillsammans med övriga medverkande skulle gå in på scenen på nytt fastnade gänget i hissen från Greenroom till scenplanet. Därefter kunde tittarna se hur en av medlemmarna i Alphabeta försökte rätta till Izhars krage varefter han ilsket viftade bort denna.[källa behövs]

## Listplaceringar
| Lista (1978)  | Placering |
| ------------- | --------- |
| Nederländerna | 17        |
| Schweiz       | 4         |
| Sverige       | 9         |
| Österrike     | 21        |